# 麻雀幻想曲
『麻雀幻想曲』（マージャンファンタジア）は、アダルトゲームブランド・Activeから発売された成人向け脱衣麻雀ゲームシリーズである。

## 歴史
- 1992年6月6日 - 『麻雀幻想曲』（PC-9801用5インチFD版/3.5インチFD版）発売
- 1992年6月26日 - 『麻雀幻想曲』（X68000用FD版）発売
- 1992年7月17日 - 『麻雀幻想曲』（FM TOWNS用FD版）発売
- 1993年8月6日 - 『麻雀幻想曲II』（PC-9801用5インチFD版/3.5インチFD版）発売
- 1993年8月28日 - 『麻雀幻想曲II』（X68000用FD版）発売
- 1993年9月25日 - 『麻雀幻想曲II』（PC-9821用CD-ROM版）発売
- 1993年9月25日 - 『麻雀幻想曲II』（FM TOWNS用CD-ROM版）発売
- 1995年9月14日 - 『麻雀幻想曲III』（PC-9801用5インチFD版/3.5インチFD版）発売
- 1995年11月3日 - 『麻雀幻想曲III』（PC-9821用CD-ROM版）発売
- 1995年11月3日 - 『麻雀幻想曲III』（FM TOWNS用CD-ROM版）発売
- 1996年5月31日 - 『麻雀幻想曲III』（Windows 95用CD-ROM版）発売
- 1996年9月20日 - 『麻雀幻想曲I・II』（Windows 95用CD-ROM版）発売
- 1996年9月20日 - 『麻雀幻想曲I・II・IIIセット』（Windows 95用CD-ROM版）発売
- 2000年12月15日 - 『麻雀幻想曲II -2001 EDITION-』（Windows 95/98/Me/2000用CD-ROM版）発売
- 2001年9月7日 - 『麻雀幻想曲III -2001 EDITION-』（Windows 95/98/Me/2000用CD-ROM版）発売
- 2007年9月14日 - 『麻雀幻想曲I・II・III スリム版』（Windows 2000/XP用DVD-ROM版）発売

## 登場人物
リング・ドラングファー

タニア・ロード・ロザリア

ブレンヒルド・ベルナード

ラズベリー・ベルリネッタ

クリームヒルド

ぽち & メルト

ク・メイル

キューンヒルデ

ベラドンナ・セラミス

ブルーベリー・ベルリネッタ

ストロベリー・ベルリネッタ

ロマーヌ

シェラザード

シーリス

ユーイ

アミシュ

グランジェ

エトランジェ

オルトリープ姫

クリス・サザーランド

ティタニア

シモーヌ

ザックス

オートマトン

ロビン

スワンヒルド

トレーマー伯爵

オルトリープ

ヴァルスヒルド

## スタッフ
麻雀幻想曲
- 原画：聖少女、KAZAKAMI-SHUN、みんきぃ、Boa_UP
- シナリオ：聖少女
- 音楽：よなたん、Yasutoshi.
- デジタイズ：みんきぃ、Boa_UP、聖少女、TakaTan
- プログラム：あんぽん、ぽち屋
- 協力：みっちゃん、STARLESS
- 麻雀幻想曲 1992（Ｃ）アクティブ・ソフトウェア

麻雀幻想曲II
- エグゼクティブ・プロデューサ：みっちゃん
- プロデューサ：ぽち屋
- グラフィック制作総指揮：Boa_UP
- ストーリーモード原案：STARLESS
- ストーリーモード原画：聖少女
- ストーリーモードプログラム：ぱかりん
- 対戦ぬぎぬぎ原画：Boa_UP、羽林蔵野、かざかみしゅん、Y.S.
- VSコンピュータ原画：みんきい
- デジタイズ：みんきぃ、Boa_UP、聖少女
- 画面デザイン：ぽち屋
- 音楽：よなたん、Yasutoshi.
- プログラム：あんぽん
- プロダクティブ・マネージャー：TakaTan.
- 制作補助／文字校正：ゆまっち
- 音源ドライバ：M. KAJIHARA（KAJA）
- Copyright（Ｃ）1993 アクティブ・ソフトウェア

麻雀幻想曲III
- プロデュース：ぽち屋
- プログラム：あんぽん
- シナリオ／原画／CG：聖少女
- 脱ぎ脱ぎモード原画／CG：もんすた、多渡謙一郎、Boa_UP、みんきぃ
- ストーリープログラム：ぱか
- スペシャルサンクス：みっちゃん、TakaTan、えーこねーさん、STARLESS，...and Players.
- Copyright（Ｃ） Active 1995.

## 画集
- 『麻雀幻想曲 原画＆設定資料集』（監修：Active、SBクリエイティブ〈SOFTBANK BOOKS〉、1996年5月1日発売）ISBN 4-89052-956-X

特製・〈聖少女〉描き下ろしポスター&コミックおよび『麻雀幻想曲』三部作のグラフィック、キャラクター設定イラスト、スタッフロングインタビューを収録した豪華保存版である。
- 『麻雀幻想曲CG集』Windows 95用CD-ROM（アクティブ、1996年12月19日発売）WIC-5436

『麻雀幻想曲』全3作のCGデータはBMPファイルで収録されている。お気に入りのCGをWindowsの壁紙として使うこともできる。また、ゲーム音楽のWAVファイルも収録されている。

## ノベライズ
- 『麻雀幻想曲 ルーンの秘宝』ワニマガジン社〈メガヒット・ノベルズ〉、1996年9月25日発売、ISBN 4-89829-509-6
  - 文：逢瀬藍／イラスト：聖少女／協力：アクティブ